# Ralph Amoussou
Ralph Amoussou (* 3. Mai 1989 in Paris) ist ein französischer Filmschauspieler.

## Leben
Amoussou wurde in Paris als Sohn eines nigerianischen Vaters geboren; seine Mutter ist beninisch-äthiopischer Herkunft. Der Vater war Teil der nigerianischen Streitkräfte und starb als Offizier bei Unruhen in Nigeria. Amoussou wuchs bis zu seinem 10. Lebensjahr in Nigeria (Lagos) auf und pendelte die folgenden Jahre zwischen Frankreich, Nigeria und dem Benin, bevor sich die Familie in Frankreich niederließ. Da er sich in der Zeit in Afrika einen englischen Akzent angewöhnt hatte, schrieb seine Mutter ihn im Alter von zehn Jahren in einen Amateurtheaterkurs für Kinder ein.
Amoussou erhielt seine erste Filmrolle an der Seite von Michel Serrault in Pierre Javaux’ 2006 erschienenem Kinofilm Les enfants du pays. Er spielte darin den jungen Senegalschützen Bha; zum Zeitpunkt der Dreharbeiten war er 15 Jahre alt und entschloss sich, Schauspieler werden zu wollen. Er absolvierte ein Praktikum an der Schule des Studio-Théâtre d’Asnières. Rollen am Theater, darunter Un voyage extraordinaire von und unter der Regie von Karine Catala sowie Sophokles’ Œdipe-Roi unter der Regie von Joel Vilain, folgten, wie auch verschiedene Fernsehrollen, darunter Auftritte in den Serien La commune und Merci, les enfants vont bien!, bevor François Dupeyron ihn in der Filmkomödie Aide-toi, le ciel t’aidera besetzte. Der Film erlebte im September 2008 auf dem Toronto International Film Festival seine Premiere. In der Geschichte um die vierfache Mutter Sonia, die sich am Tag der Hochzeit ihrer ältesten Tochter nicht nur mit allerlei schlechten Nachrichten ihrer Kinder, sondern auch mit dem plötzlichen Tod ihres Mannes auseinandersetzen muss, war Amoussou als 17-jähriger rebellischer Sohn Victor zu sehen. Für seine Darstellung wurde er 2009 für einen César als Bester Nachwuchsdarsteller nominiert.
Im Anschluss an die Dreharbeiten zu Aide-toi, le ciel t’aidera ging Amoussou nach New York City und besuchte Schauspielkurse am Susan Batson Studio.  Im Jahr 2010 war er in Abdellatif Kechiches Vénus noire in einer Nebenrolle zu sehen und übernahm Rollen in Kurz- und Langfilmen, sowohl in Kino- als auch in Fernsehfilmen. Ab 2011 war Amoussou in einer Hauptrolle in der erfolgreichen Filmreihe um die Familie Tuche zu sehen: Von 2011 bis 2021 spielte er in vier Filmkomödien die Rolle von Georges Diouf, dem Freund von Tuche-Tochter Stéphanie. Neben der Film- und Fernseharbeit spielt Amoussou gelegentlich am Theater, so war er 2019 im Stück Fauves von Wajdi Mouawad am Pariser Théâtre de la Colline zu sehen.

## Filmografie (Auswahl)
- 2006: Les enfants du pays
- 2007: Wut in den Städten (L’embrasement) (TV)
- 2007–2008: Merci, les enfants vont bien! (TV-Serie, drei Folgen)
- 2008: Aide-toi, le ciel t’aidera
- 2010: Vénus noire
- 2011: Nos résistances
- 2011: Die Tuschs – Mit Karacho nach Monaco! (Les Tuche)
- 2011: De bon matin
- 2011: Les Mythos
- 2011: Will – Folge deinem Traum (Will)
- 2012: Diaz – Don’t Clean Up This Blood
- 2012: Au galop
- 2012: Goodbye Morocco
- 2013: Der Staat schweigt (Silences d’État) (TV)
- 2013: Les petits princes
- 2013: Des étoiles
- 2016: Les Tuche 2 – Le rêve américain
- 2016: La fine équipe
- 2017: La vie de château
- 2017: Par instinct
- 2018: Les Tuche 3
- 2019: Alone
- 2019: Marianne (TV-Serie, acht Folgen)
- 2019: Missions (TV-Serie, zehn Folgen)
- 2021: Les Tuche 4
- 2023: Transatlantic (Fernsehserie)
- 2023: Die drei Musketiere – D’Artagnan (Les Trois Mousquetaires: D’Artagnan)
- 2023: Die drei Musketiere – Milady (Les Trois Mousquetaires: Milady)

## Auszeichnungen
- 2009: César-Nominierung, Bester Nachwuchsdarsteller, für Aide-toi, le ciel t’aidera